# Claudio Suárez
Claudio Luis Suárez Sánchez (* 17. Dezember 1968 in Texcoco, México), auch bekannt unter dem Spitznamen „El Emperador“ (spanisch für Der Kaiser), ist ein ehemaliger mexikanischer Fußballspieler, der in der Verteidigung spielte. Er war Rekordnationalspieler von Mexiko sowie der CONCACAF. Am 16. Januar 2022 wurde er vom Honduraner Maynor Figueroa als CONCACAF- und am 27. September 2022 von Andrés Guardado als mexikanischer Rekordnationalspieler abgelöst. Beide sind nun mit 181 Länderspielen CONCACAF-Rekordnationalspieler unter Berücksichtigung von Spielen gegen CONCACAF-Mitglieder, die nicht der FIFA angehören. 2003 wurde das Stadion seiner Heimatstadt nach ihm benannt.

## Nationalmannschaft
Seit 1992 hat Suárez 177 von der FIFA anerkannte Länderspiele für die mexikanische Fußballnationalmannschaft absolviert. Er gehörte zum Kader Mexikos bei der Fußball-Weltmeisterschaft 2006, wurde dort jedoch nicht eingesetzt. Er nahm bereits an den Weltmeisterschaften 1994 und 1998 teil sowie an den Turnieren um den Konföderationenpokal 1995, 1997, 1999 und 2001, die Copa América 1993, 1995, 1999 und 2004 sowie den CONCACAF Gold Cup 1993, 1996, 1998 und 2000 teil. Sein letztes Länderspiel absolvierte er am 1. Juni 2006 gegen die Niederlande.
Suárez begann seine Klub-Karriere bei den UNAM Pumas, wo er von 1988 bis 1996 spielte. Er wechselte 1996 zu Chivas de Guadalajara und blieb dort drei Jahre. Ab 1999 spielte er bei den UANL Tigres. Anfang 2006 wechselte Suárez zu den CD Chivas USA in die Major League Soccer.
Nach einem kurzen Intermezzo bei den Carolina RailHawks beendete er 2010 schließlich seine Karriere.

## Erfolge
- Mexikanischer Meister 1990/91, Verano 1997
- CONCACAF Champions Cup 1989
- Sieger Konföderationenpokal 1999, Dritter Platz 1995 (König-Fahd-Pokal)
- Sieger CONCACAF Gold Cup 1993, 1996, 1998
- Zweiter Platz Copa América 1993, Dritter Platz 1999